# Bibai, Hokkaidō
Bibai (美唄市 Bibai-shi) là một thành phố thuộc tỉnh Hokkaidō, Nhật Bản.